# Ohmdenfuro
Ohmdenfuro è un genere estinto di pesci ossei attinotterigi appartenente all'ordine †Ophiopsiformes, vissuto nel Giurassico inferiore (Toarciano inferiore) in quella che oggi è la Germania. È noto unicamente dalla specie tipo, †Ohmdenfuro bodmani.

## Descrizione
Ohmdenfuro è noto grazie a un esemplare quasi completo ma con il cranio danneggiato, proveniente dallo Scisto a Posidonia (Posidonienschiefer) dell'area di Ohmden, nei pressi di Holzmaden, nel Baden-Württemberg (Germania sud-occidentale). L'individuo misurava circa 40 centimetri, con un corpo allungato e coperto da grandi scaglie ganoidi lisce e massicce, una caratteristica insolita per gli alecomorfi.
Ohmdenfuro è uno dei primi alecomorfi con scaglie ganoidi conosciuti nello Scisto a Posidonia, insieme all'affine Holzmadenfuro rebmanni. Questo pesce mostra una combinazione unica di caratteristiche anatomiche, come il numero e la forma delle ossa parietali, extrascapolari e infraorbitali, la quantità di raggi nelle pinne dorsali e caudali, le file verticali di scaglie, la forma e la disposizione dei denti mascellari, l’ornamentazione delle ossa del cranio, la posizione della linea laterale nella regione caudale, e l’aspetto morfologico delle pinne pelviche e anali. 

## Classificazione
Il genere †Ohmdenfuro comprende un'unica specie riconosciuta, †Ohmdenfuro bodmani, descritta nel 2023 da Ebert, Thies e Hauff. Nello studio il genere Ohmdenfuro è stato ascritto all'ordine Ophiopsiformes (altro nome degli Ionoscopiformes). 
Gli ionoscopiformi, assieme a gruppi arcaici come i Parasemionotiformes e i Panxianichthyformes, rappresentano forme basali degli Halecomorphi. 

## Paleoecologia
Ohmdenfuro bodmani proviene dal celebre Scisto a Posidonia, risalente al Toarciano (circa 183 milioni di anni fa), formazione geologica famosa per la straordinaria conservazione di fossili marini, tra cui ittiosauri, plesiosauri e pesci fossili. I fossili sono conservati presso il Urweltmuseum Hauff di Holzmaden.